# Stary Sulechów
Stary Sulechów (dawn. Sulichów) – część wsi Krawce w Polsce położona w województwie podkarpackim, w powiecie tarnobrzeskim, w gminie Grębów.
W latach 1975–1998 miejscowość administracyjnie należała do województwa tarnobrzeskiego.
W 1818 roku w obszarze dworskim Sulechów (Sulchiow, Sulichów) powstała niewielka kolonia niemieckich luteran. W 1838 roku zamieszkiwało ją 16, ale w 1840 roku już 40 osób. Ewangelicy należeli do zboru w Raniżowie, ale posiadali własną drewnianą kaplicę i cmentarz. W 1880 roku 53 z 90 mieszkańców Sulechowa było niemieckimi protestantami, a w 1900 roku mieszkało w gminie Krawce łącznie 72 polskojęzycznych ewangelików, a ponadto 18 w sąsiednim Grębowie. Spis z 1921 roku nie wykazał już żadnych ewangelików.